# Ville-en-Sallaz
Ville-en-Sallaz is een gemeente in het Franse departement Haute-Savoie (regio Auvergne-Rhône-Alpes) en telt 889 inwoners (2016). De plaats maakt deel uit van het arrondissement Bonneville.

## Geografie
De oppervlakte van Ville-en-Sallaz bedraagt 3,37 km², de bevolkingsdichtheid is 264 inwoners per km².
De onderstaande kaart toont de ligging van Ville-en-Sallaz met de belangrijkste infrastructuur en aangrenzende gemeenten.

## Demografie
Onderstaande figuur toont het verloop van het inwonertal (bron: INSEE-tellingen).